# Le Grand Meaulnes (film, 1967)
Pour les articles homonymes, voir Le Grand Meaulnes (homonymie).
Pour plus de détails, voir Fiche technique et Distribution.
Le Grand Meaulnes est un film français réalisé par Jean-Gabriel Albicocco, sorti en 1967.
Le film est très fidèlement adapté du roman d'Alain-Fournier Le Grand Meaulnes.

## Fiche technique
- Titre : Le Grand Meaulnes
- Réalisation : Jean-Gabriel Albicocco
- Assistants Réalisateur : Michel Leroy, Xavier Gélin
- Scénario : Isabelle Rivière, Jean-Gabriel Albicocco, d'après le roman homonyme d'Alain-Fournier
- Décors : Daniel Louradour
- Costumes : Sylvie Poulet
- Photographie : Quinto Albicocco
- Montage : Georges Klotz
- Musique : Jean-Pierre Bourtayre
- Production : Gilbert de Goldschmidt
- Durée : 115 minutes
- Format : Couleurs (Eastmancolor)  - 35 mm - 2,35:1 (Techniscope) - Son monophonique
- Date de sortie : 
  - France : 29 septembre 1967
- Affiche : Jean Mascii (France)

## Distribution
- Alain Libolt : François Seurel
- Jean Blaise : Augustin Meaulnes
- Brigitte Fossey : Yvonne de Galais
- Alain Noury : Frantz de Galais
- Juliette Villard : Valentine Blondeau
- Marcel Cuvelier : M. Seurel
- Christian de Tillière : Ganache
- Thérèse Quentin : Millie Seurel
- Serge Spira : Mouchebœuf
- Les enfants : Trinité et les jeunes de la Chancellerie
- Henri Allain-Durthal : M. de Galais
- Bruno Castan : Delouche

## Autour du film
- La sœur d'Alain-Fournier, Isabelle Rivière, détentrice des droits, a décliné plusieurs propositions d'adaptation cinématographique (dont celle proposée par Julien Duvivier en 1951) avant de donner son accord à la réalisation de Jean-Gabriel Albicocco. Elle avait vu son adaptation de La Fille aux yeux d'or d'après Balzac avec Marie Laforêt, et avait trouvé qu'il avait les qualités requises pour aborder le travail de son frère. Elle participa à l'adaptation, et donna son aval au résultat. Le film lui est dédié.
- Le directeur de la photographie, Quinto Albicocco, est le père du réalisateur.
- Le tournage a notamment eu lieu à Épineuil-le-Fleuriel, dans le Cher d'Alain-Fournier[1].
- Jean-Daniel Verhaeghe a réalisé une autre adaptation du roman en 2006.